# Escalope

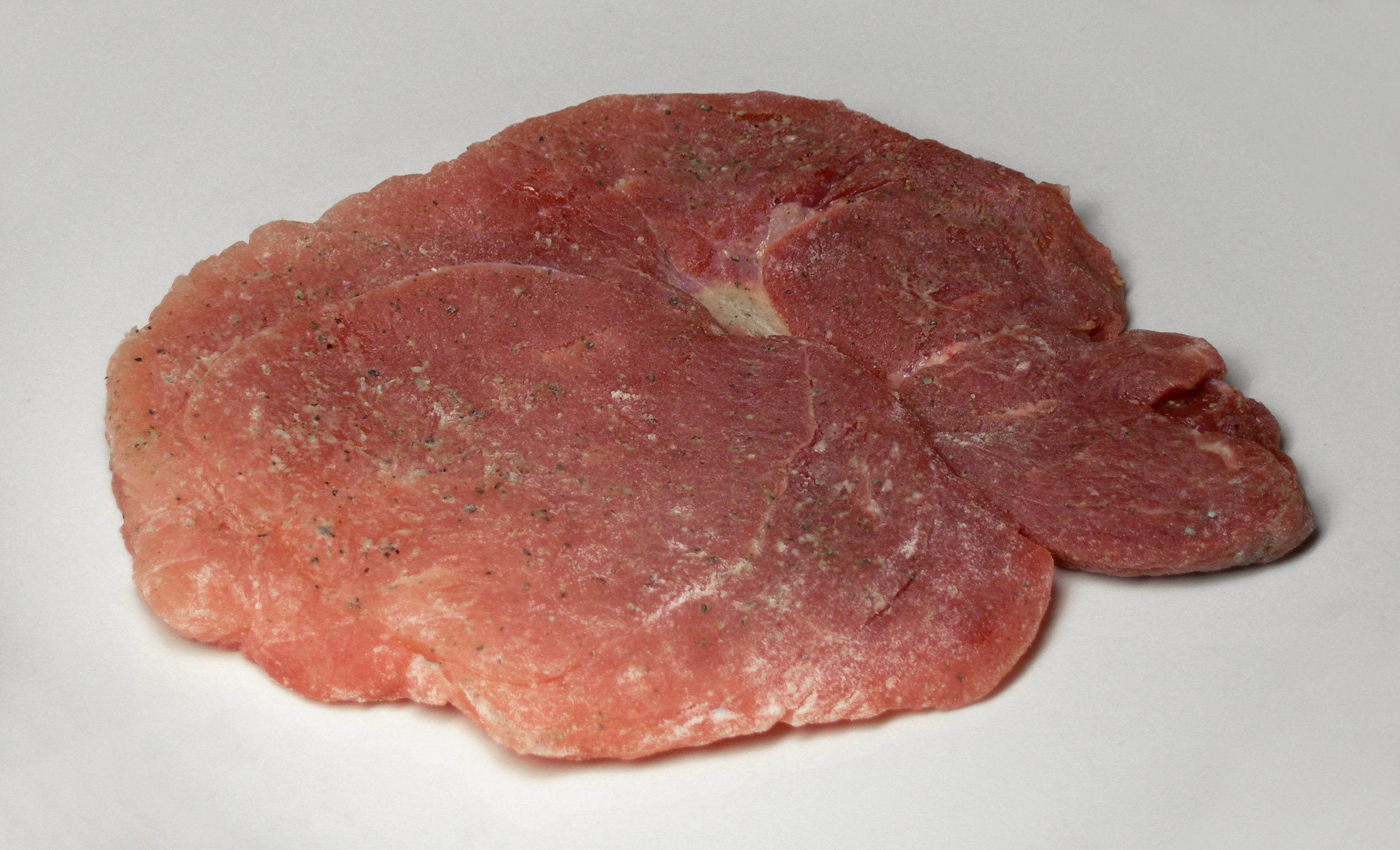
Escalope de cerdo crudo salpimentado.

Un escalope (también, escalopa) es un corte de carne sin hueso que se estira con la ayuda de un mazo, un rodillo o incluso golpeando con el mango de un cuchillo. La carne, al estar estirada, se cocina más rápidamente, lo que resulta útil al preparar comidas rápidas.
Las carnes que habitualmente se emplean para preparar escalopes son las de ternera, carne de cerdo, salmón y de pavo, aunque pueden usarse otras, como pollo. El tamaño típico de un escalope en la industria alimentaria va de 113 a 227 g.

## Origen
El término «escalope» procede del francés. Apareció por primera vez en el vocabulario gastronómico en el siglo XVII como una expresión dialectal del noreste de la Francia rural alusiva a la cáscara de un fruto o un caracol: veau à l'escalope (ternera cocinada al estilo de un escalope). En esta época el escalope era indudablemente siempre de ternera.
También se aplica a este corte el nombre de pallarda, del francés paillard.

## Recetas
La receta más famosa que emplea un escalope de ternera es el cordon bleu de ternera y otras varias parecidas, como el saltimbocca italiano, donde a este mismo corte de ternera se le llama scaloppine (‘escalopines’). El plato es básicamente un sándwich de ternera con los escalopes sirviendo de «pan» y jamón y queso de relleno. Esto se moja en yema de huevo batida o leche, se empana y se fríe en una sartén con mantequilla o a veces aceite. En el caso del saltimbocca solo se emplea un escalope de ternera y el «sándwich abierto» resultante se enrolla antes de enharinarse y freírse.
En Argentina, se llama escalope a un tipo de carne rebozada, se distingue de la milanesa porque en lugar de pan rallado se utiliza una pasta de huevo, harina, y agua, sumergiendo directamente la carne.
En España, son un plato muy popular en el Principado de Asturias, los escalopines al Cabrales y el cachopo, recetas en las que se combinan la tradición ganadera y quesera de esta región.